# Catiáiana
Catiáiana (Kātyāyana) (século III a.C.), foi um gramático sânscrito, matemático e sacerdote védico que viveu na Índia antiga. 

## Obras
- O Varttika, um tratado sobre a gramática de Pánini. Junto com o Mahābhāsya de Patânjali, este texto se tornou um elemento cânico da gramática (vyākarana) sânscrita. Esta foi uma das seis Vedangas, e constituía o ensino obrigatório para alunos do culto a Brahma no século XII.

- O Sulba Sutras, que ele compôs mais tarde, uma série de nove textos sobre a geometria das construções de altares, lidando com retângulos, triângulos retângulos, losangos, etc.

## Filosofia
O ponto de vista de Catiáiana sobre o significado da palavra tem uma conexão com a sua tendência naturalista. Catiáiana acreditava, como Platão, que a palavra não era um resultado de uma convenção humana. Para Catiáiana, o que foi seguido por Patânjali, a palavra tinha uma relação com os Siddhas, dada a nós, pelo eterno. Embora o objeto seja descrito por uma palavra e este não é eterno, a essência do seu significado, como um nódulo de ouro utilizado para fazer diferentes ornamentos permanece inerentemente sendo "ouro", e é, portanto, eterno.
Percebendo que cada palavra representa uma categorização, ele chegou ao seguinte dilema Matilal): 
Se a 'base' para o uso da palavra 'coisa' é raizcoisa(raiz universal) qual seria a "base" para o uso da palavra 'raizcoisa'?
Obviamente, isto conduz a regressão infinita. 
a solução de Catiáiana para isto foi restringir a categorização da universalidade na propria palavra em si: 
Base para o uso de qualquer palavra é a ela mesma - universal em si.
Esta opinião pode ter sido o núcleo da doutrina sphota enunciada por Bhartrihari no século V, na qual ele aponta que a palavra-universal e a sobreposição de duas estruturas, o significado universal ou a estrutura semântica (artha - jāti) é sobreposição pelo Som universal ou a estrutura fonológica(shabda - jāti). 
Na tradição dos estudiosos como Pingala, Catiáiana foi igualmente interessado pela matemática. 
Seu tratado sulvasutras sobre a geometria, ampliou o tratado do Teorema de Pitágoras apresentado pela primeira ver em 800 a.C. por Baudhayana. 
Catiaiana pertenceu na escola Aindra de gramáticos e pode ter vivido no noroeste do subcontinente indiano.